# Nick Zoricic
Nick Zoricic, född 19 februari 1983 i Sarajevo i dåvarande Jugoslavien, död 10 mars 2012 i Grindelwald, Bern, var en kanadensisk skicrossåkare. Zoricic avled efter en olycka under världscuptävlingarna i schweiziska Grindelwald.

### Fotnoter
1. ↑  Nick Zoricic på Internationella Skidförbundets webbplats
2. ↑  ”Nächster Schock für Ski-Szene: Kanadier Zoricic starb nach Sturz” (på tyska). Tiroler Tageszeitung. 12 mars 2012. https://www.tt.com/artikel/4457349/naechster-schock-fuer-ski-szene-kanadier-zoricic-starb-nach-sturz.